# Bézaudun-sur-Bîne
 Bézaudun-sur-Bîne  es una población y comuna francesa, en la región de Auvernia-Ródano-Alpes, departamento de Drôme, en el distrito de Die y cantón de Bourdeaux.

## Demografía
| 69 | 68 | 68 | 61 | 47 | 55 |
| Para los censos de 1962 a 1999 la población legal corresponde a la población sin duplicidades (Fuente: INSEE [Consultar]) |    |    |    |    |    |